# Laviana
Laviana (em castelhano) ou Llaviana (em asturiano) é um concelho (município) da Espanha na província e Principado das Astúrias. Tem 130,99 km² de área e em 2019 tinha 12 977 habitantes (densidade: 99,1 hab./km²). A capital do concelho é Pola de Laviana (em asturiano: La Pola Llaviana).
É constituído por 9 parroquias (freguesias):
- Barredos
- Carrio
- El Condado (El Condao em asturiano)
- Entralgo (Entrialgo em asturiano)
- Lorio (Llorío, em asturiano)
- Pola de Laviana
- Tiraña
- Tolivia
- Villoria

## Demografia
| Variação demográfica do município entre 1980 e 2006 | Variação demográfica do município entre 1980 e 2006 | Variação demográfica do município entre 1980 e 2006 | Variação demográfica do município entre 1980 e 2006 |
| --------------------------------------------------- | --------------------------------------------------- | --------------------------------------------------- | --------------------------------------------------- |
| 1980                                                | 1990                                                | 2000                                                | 2006                                                |
| 15204                                               | 15105                                               | 14531                                               | 14373                                               |